# If I Were a Rich Man
Pour l’article homonyme, voir Ah ! si j'étais riche pour le film de 2002.
If I Were a Rich Man est une chanson de la comédie musicale américaine Fiddler on the Roof (« Un violon sur le toit ») de Jerry Bock et Sheldon Harnick, d'après une œuvre de Cholem Aleikhem (création à New York en 1964).

## Genèse
Le titre est inspiré du monologue de Cholem Aleikhem en yiddish (1902), Ven ikh bin Rothschild (Si j'étais un Rothschild), faisant référence à la fortune de la famille Rothschild, même si les paroles diffèrent. Les paroles proviennent en effet, pour l'essentiel, du passage d'une histoire de Cholem Aleikhem, The Bubble Bursts (1889). Ces deux histoires ont été traduites en anglais en 1949 dans le recueil d'histoires des Tevye (en)'s Daughters.

## Adaptations, reprises et parodies
Cette chanson a donné lieu, en 1968, à deux adaptations en français : Ah ! si j'étais riche (chantée par Ivan Rebroff, qui l'a aussi interprétée en allemand), et Si j'avais des millions, adaptée par Charles Aznavour et chantée par Dalida et Les Compagnons de la chanson.
Le morceau est repris par un duo féminin anglais en 1993-1994, Louchie Lou & Michie one "rich girl" sur le label de reggae/ragga anglais Fashion record. C'est cette version qui est à la base des autres versions suivantes.[réf. nécessaire]
Le morceau resurgit en 1996 avec une adaptation des Rita Mitsouko (Riche, en duo avec Doc Gynéco), puis en 1999 avec une version adaptée en ragga et des paroles « féminisées » : If I Was A Rich Girl, par Lady Saw, qui commence le titre en fredonnant l'hymne national d'Israël Hatikvah.
Toujours en 1999, Bruno Lapassatet enregistre une nouvelle version de la chanson (intitulée Moi si j'étais riche sur des paroles françaises adaptées par Maurice Vidalin. Cette version figure dans la bande originale du film Ah ! si j'étais riche, sorti en 2002 au cinéma, et où elle sert de générique de fin.
Cette version ragga est à son tour adaptée en français par le duo Big Boss & Winsome avec également pour titre Ah ! si j'étais riche (mais avec des paroles différentes de la version d'Ivan Rebroff)[Quand ?].
Enfin, ce titre devient un tube grâce à la reprise du duo Gwen Stefani & Eve en 2004 : Rich Girl.
La chanson a été parodiée sous le titre If I Were a Midget (Ah! Si j'étais un nain) dans une émission de Comedy Central, The Man Show (en), où Jimmy Kimmel jouait un petit personnage.
Une autre parodie a aussi été faite de la chanson dans la comédie musicale A Shoggoth on the Roof, laquelle est une reprise de la pièce originale sous les traits du mythe de H. P. Lovecraft, la chanson en elle-même ayant pour nom If I Were a Deep One.
Le DVD de Spider-Man 2 comporte un easter egg où le Docteur Octopus (Alfred Molina) chante If I Were a Rich Man. Alfred Molina a joué le rôle de Tevye dans Un violon sur le toit à Broadway.